# 伊豆能売

伊邪那岐命の禊ぎによって生まれた神々（『古事記』に基づく） SVGで表示（対応ブラウザのみ）

伊豆能売（イズノメ、歴史的仮名遣：イヅノメ）は、『古事記』に登場する女神である。

## 概要
『古事記』にのみ登場し、『日本書紀』には登場しない。『古事記』でも出自や事跡についての記述が一切ない。

## 記述
神産みにおいて伊邪那岐命が黄泉から帰って来た際、黄泉の穢れから禍津日神二柱（大禍津日神、八十禍津日神）が生まれた。その禍津日神がもたらす禍（災厄）を直すために、直毘神二柱（神直毘神、大直毘神）と伊豆能売が生まれたとしている。
『延喜式神名帳』には伊豆能売を祀ったと思われる出雲国出雲郡の「神魂伊豆之賣神社」が記載されており、同社は伊努神社に合祀されたとされているが、同社の祭神に伊豆能売の名はない。『延喜式神名帳』以外にこの神社について記載した史料はなく、伊豆能売を祀る神社は現存しないことになる。
しかし、伊豆能売の名を冠しない式内社は現存しており、三重県津市の元伊勢伝承地の一つである「加良比乃神社」は倭姫命が天照大御神を奉戴して「片樋宮」を建立した跡地に「御倉板舉神」と「伊豆能賣神」を祭祀したのが起源とされている。